# Bogusław V de Poméranie
Pour les articles homonymes, voir Bogusław.
Boguslaw V de Poméranie (en polonais Bogusław V, en allemand Bogislaw V.) est né vers 1318 et il est mort le 23/24 avril 1374 à Białoboki (près de Trzebiatów). Il est duc de Poméranie occidentale.

## Biographie
Boguslaw V est le fils de Warcisław IV de Poméranie et d’Élizabeth de Silésie. Il est le frère de Barnim IV de Poméranie et de Warcisław V de Poméranie. En 1341, il rachète la région de Słupsk qui avait été donnée en gage aux Teutoniques.  Le 24 février 1343 à Poznań, Boguslaw et ses frères concluent une alliance avec Casimir III le Grand contre les Teutoniques. En cas de guerre entre la Pologne et les Chevaliers teutoniques, les ducs poméraniens s’engagent à fournir 400 combattants à la Pologne et à empêcher le passage par leur territoire de chevaliers venant de l’ouest de l’Europe pour soutenir les Teutoniques. Pour sceller cette alliance, Boguslaw épouse Élisabeth (°1333 † 1361), la fille de Casimir III. En 1357, il annexe Sławno et Darłowo.
Après la mort de Barnim IV en 1365, les relations entre Boguslaw V et Warcislaw V se détériorent et une guerre éclate entre les deux frères. Warcislaw, soutenu par le prince de Mecklembourg, réclame une partie du duché pour lui seul. À la fin de l’année 1367, un accord est conclu entre les protagonistes. Boguslaw V garde la Poméranie centrale (la partie de la Poméranie occidentale à l'est de l'Oder). Les fils de Barnim IV (Warcislaw VI et Boguslaw VI) reçoivent la Poméranie occidentale avec Rügen et Usedom. Warcisław V obtient le petit duché indépendant de Szczecinek qui n’existera que jusqu’à sa mort en 1390.
Après 1367, Boguslaw V se rapproche de la Bohême à la suite du mariage de sa fille Élisabeth avec Charles IV le 21 mai 1363. En 1370, Boguslaw V conclut une alliance avec la Bohême. Casimir, le fils de Boguslaw V est éduqué à la cour de Casimir III le Grand, ce qui permet de préserver d’excellentes relations avec la Pologne.
Au cours de son règne, Boguslaw V renforce la position du duché de Poméranie face au Brandebourg et aux Chevaliers teutoniques.

## Unions et postérité
De son mariage avec Élisabeth de Pologne, fille de Casimir III le Grand et d'Aldona de Lituanie, Boguslaw a eu deux enfants:
- Élisabeth de Poméranie, quatrième épouse de l'empereur romain germanique Charles IV (union célébrée le 21 mai 1363 à Cracovie), et mère entre autres enfants de l'empereur Sigismond de Luxembourg, roi de Bohême et de Hongrie
- Casimir IV de Poméranie

De son second mariage avec Adélaïde de Brunswick-Grubenhagen (vers 1362), fille d'Ernest Ier de Brunswick-Grubenhagen et d'Adélaïde d'Everstein, il a eu trois fils et une fille:
- Warcisław VII de Poméranie,
- Bogusław VIII de Poméranie duc de Poméranie à Stargard
- Barnim V de Poméranie, duc de Poméranie à Trabourg
- Marguerite (1366-1407) qui épousa le duc Ernest d'Autriche et de Styrie.